# Playbill

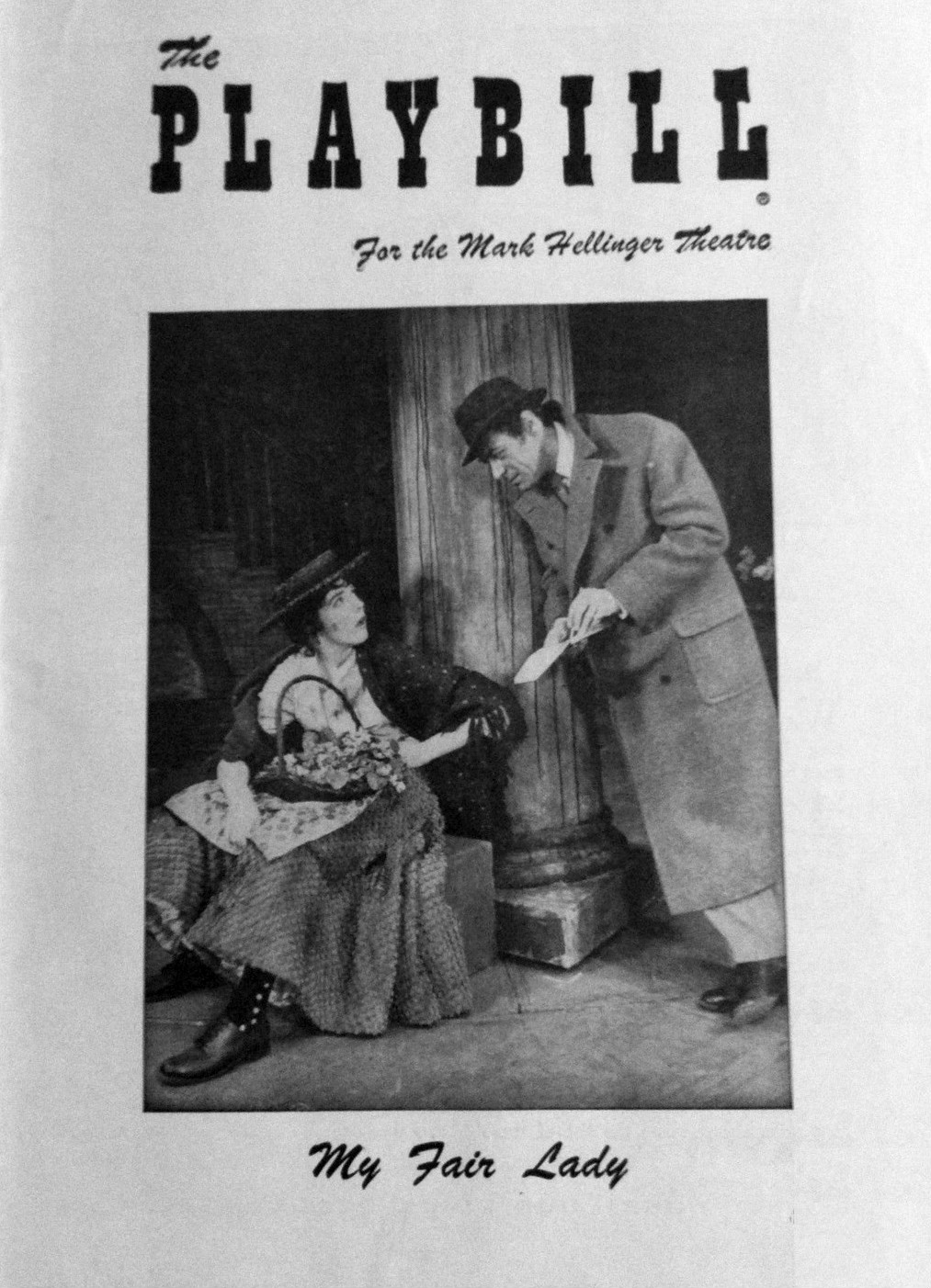
Titelseite des Playbill Magazine: My Fair Lady am Broadway, Juni 1956

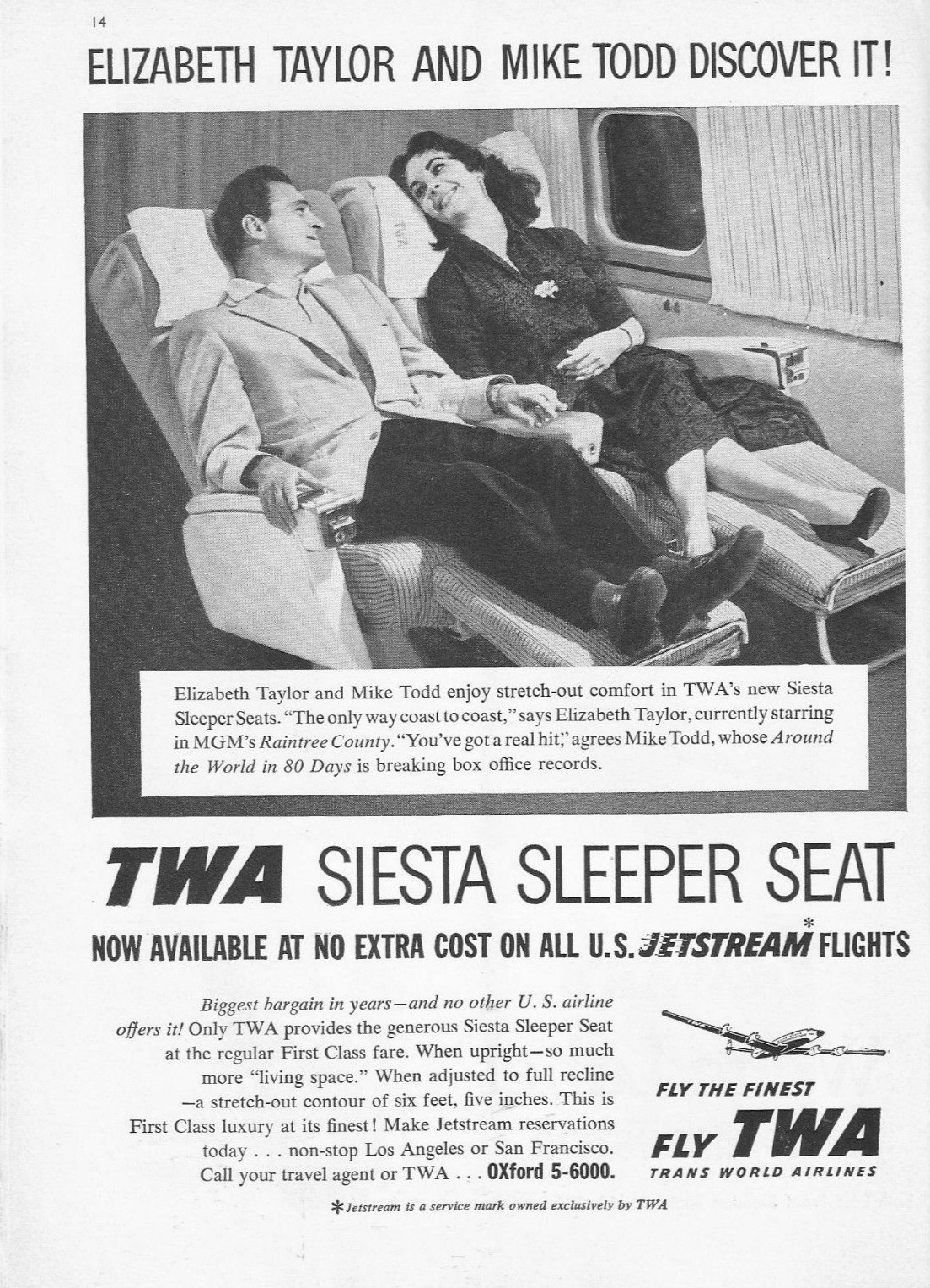
Werbeanzeige der Fluglinie TWA im Playbill vom 10. Februar 1958 mit den international bekannten Schauspielern Mike Todd und Elizabeth Taylor

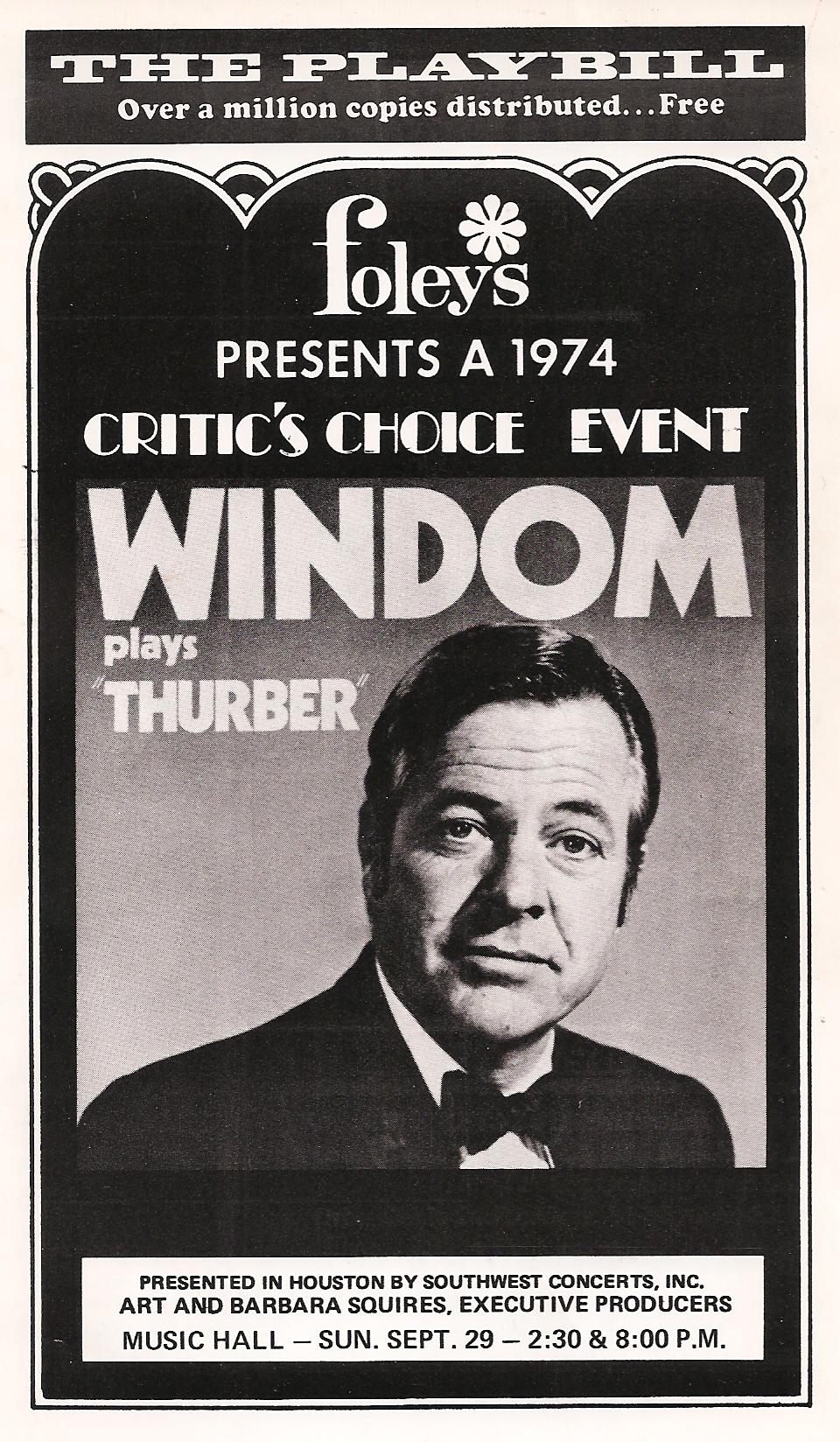
Kostenloser Flyer des Playbill zur Ankündigung einer Veranstaltung mit William Windom, 1974

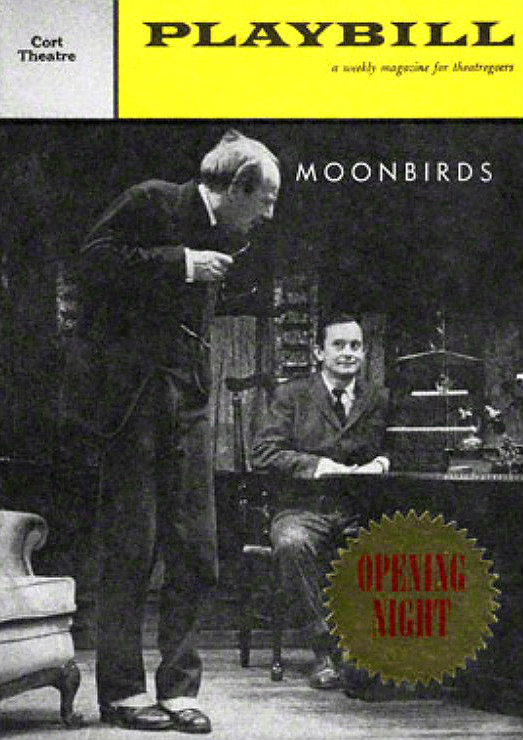
Titelseite des Playbill vom 9. Oktober 1959: Broadway-Premiere von Moonbirds mit Michael Hordern und Wally Cox

Playbill ist ein monatlich erscheinendes US-amerikanisches Magazin für Theaterbesucher und -fachleute. Zwar kann die Zeitschrift abonniert werden und wird in diesem Fall dem Kunden nach Hause geliefert, der größte Teil der Ausgaben wird jedoch vor Ort in den Theatern des Landes verkauft. Ein Großteil der gedruckten Ausgaben unterscheidet sich daher von Theater zu Theater, denn das Playbill Magazine dient in diesem Fall auch als Programmheft für die jeweilige Aufführung und wird am Eingang an die Zuschauer ausgehändigt.

## Format
Jede Ausgabe enthält Artikel über Darsteller, neue Theaterstücke, Musicals und besondere Touristen-Attraktionen. Dieses umfassende allgemeine Ressort findet sich in jeder Version des monatlichen Playbills, d. h. unabhängig von der Verkaufsart oder -stätte.
Als Ergänzung wird in die in Theatern verkauften Exemplare jeweils ein Beiheft eingelegt, in dem sich alle charakteristischen Inhalte eines Programmheftes befinden: Biografien von Darstellern, Autoren, Regisseuren, Komponisten und Produktionscrew sowie eine Zusammenfassung der Szenen, Beschreibungen des Bühnenbildes, Fotos der Aufführung, bei Musicals außerdem eine Liste der dargebotenen Lieder und ihrer Sänger/Instrumentalisten/Songwriter. Außerdem sind hier zuschauerrelevante Angaben zur Dauer und Anzahl der Pausen des Stückes sowie eine Rubrik mit dem Titel „At this Theatre“ enthalten, in der Informationen zur Architektur des Theatergebäudes und seiner Aufführungsgeschichte zusammengestellt sind. Jede Playbill-Ausgabe, die zur Premiere eines neuen Stückes am Broadway ausgegeben wird, trägt auf ihrem Cover ein Siegel mit der Aufschrift Opening Night (Eröffnungsabend) und das entsprechende Datum erscheint auf Seite 1 des Magazins.
An Stelle der spezifischen Informationen zu einzelnen Theaterstücken erhalten Abonnenten des Magazins in ihrer Version des Playbill eine Übersicht aktueller Broadway- und Off-Broadway-Produktionen sowie Neuigkeiten aus dem West End und von nordamerikanischen Tournee-Ensembles.
Das Logo des Playbill zeigt seit jeher schwarzen Text auf gelbem Hintergrund. Seit 2014 wechselt das Banner jeden Juni anlässlich des LGBT* Pride Month von seinem gelben Hintergrund zu den Farben der Regenbogenflagge. Abgesehen von dieser Neuerung änderte der Playbill nur zu drei Anlässen in seiner Bestehensgeschichte die Hintergrundfarbe seines Banners:
- Oktober 2008 – Grün zum fünften Jubiläum von Wicked
- Oktober 2011 – Royal blue zum zehnten Jubiläum von Mamma Mia!
- Oktober 2013 – Grün zum zehnten Jubiläum von Wicked[1]

## Veröffentlichungsgeschichte
Die erste Ausgabe des Playbill wurde 1884 für ein einzelnes Theater an der 21. Straße in New York City gedruckt. Heute findet sich das Magazin in nahezu jedem Broadway-Theater sowie einer Vielzahl von Off-Broadway-Produktionen und regionalen Theatern im ganzen Land. Mit einer konstanten Auflagenhöhe von über vier Millionen Exemplaren (4.073.680 im Jahr 2012) ist es eines der am weitesten verbreiteten Theatermagazine überhaupt.
Seit Januar 1994 besteht außerdem ein kostenlos zugänglicher Online-Auftritt der Zeitschrift. Der Fokus liegt auch hier auf den großen New Yorker Broadway-Theatern. Die Seite richtet sich, wie das Printmedium, gleichermaßen an Fachleute wie an die Theaterbesucher (bzw. interessierte Laien) und wird laufend aktualisiert. Für das nun internationale Publikum nahm der Playbill neben seinen drei Teilbereichen Broadway, Off-Broadway und Regional/Tours außerdem einen eigenen ausführlichen Bereich für die europäische Theaterhochburg des West End unter der Reiterbezeichnung London in sein Online-Angebot auf.
Neben Ankündigungen und Rezensionen einzelner Inszenierungen bietet das Unternehmen auf seiner Homepage auch reduzierten Ticketverkauf und erweitertes Abendprogramm mit integriertem Abendessen für seine Mitglieder/Abonnenten. Über die Tochterseite PlaybillTravel.com können Kunden außerdem Pauschalreisen mit Theaterbezug buchen. Mit PlaybillEDU.com bietet es Hinweise und Ansprechpartner für Schüler, Eltern und Lehrer bzgl. Ausbildungs- und Karrieremöglichkeiten am Theater sowie eine eigene Suchmaschine für geeignete Schulen und Universitäten des Landes. Im Jahr 2000 fügte Playbill den PlaybillStore hinzu, ein Onlineshop, in dem in großem Umfang Merchandise-Objekte der meisten aktuellen Broadway- und Tournee-Produktionen sowie des Playbill selbst angeboten werden.
2006 erschienen die ersten Studioaufnahmen von Playbill Records, einem Label des Musikproduktionsunternehmens Sony BMG. Auf diesem Label erschien beispielsweise Brian Stokes Mitchells gleichnamiges Album und zwei Musical-Kompilationen mit den Titeln Scene Stealers, The Men und Scene Stealers, The Women.
Playbill Radio, ein ganztägig empfangbarer Internet-Radiosender mit Broadway-Thematik (Neuigkeiten, Podcasts, Musikbibliothek mit über 20.000 Titeln), feierte 2007 Premiere.
Die 2011 gründete Playbill Vault (deutsch Keller-Gewölbe, Gruft oder auch Tresorraum) ist eine ausführliche Online-Datenbank zur Geschichte des Broadway. Playbill Vault enthält Aufzeichnungen von Broadwayproduktionen ab 1930. Zu diesen Aufzeichnungen zählen ursprüngliche und aktuelle Besetzungslisten, Headshots (Porträtfotos) der Darsteller, Credits aller Mitwirkenden, zugehörige Titelseiten und Artikel des Playbill, Scans der Who’s-Who-Seiten des Playbill sowie Fotos und Videos der Inszenierung.
Playbill brachte seine erste App „Playbill Passport“ am 4. Januar 2016 auf den Markt.

## Wettbewerb mitStagebill
Jahrzehntelang konzentrierte sich der Playbill auf New Yorker Broadway- und Off-Broadway-Theater, während das ähnlich aufgebaute Magazin Stagebill seinen Fokus auf Konzerte, Opern und Tanz (insb. Ballett) in Häusern wie dem Lincoln Center und der Carnegie Hall legte. In den späten 1990er-Jahren strich der Playbill aufgrund der stetig steigenden Popularität des (Musical-)Theaters enorme Profite ein, während Stagebill jährlich größere Verluste machte, 1998 bereits im Millionenbereich. Um die Einnahmen zu stabilisieren, drang auch Stagebill in das bis dahin klar abgesteckte Revier des Playbill ein. Die als „Waffenstillstand“ bezeichnete Koexistenz der konkurrierenden Magazine wurde erstmals 1995 gebrochen, als die mit 54 Tony Awards und fünf Pulitzer-Preisen ausgezeichnete Künstlervereinigung The Public Theater zu Stagebill überlief; große mediale Aufmerksamkeit erhielt der Zweikampf jedoch erst 1997, als Disney nicht Playbill, sondern Stagebill für ihr Musical Der König der Löwen im gerade wiedereröffneten New Amsterdam Theatre unter Vertrag nahm. Hauptstreitpunkt im Disney-Fall war die Kontrolle über Werbeinhalte: Playbill bietet den Theatern seine Dienste kostenfrei an und bezieht seine Einkünfte ausschließlich aus Werbeanzeigen, die Unternehmenspolitik von Disney legt dagegen fest, dass in ihren Broschüren und Programmheften keine Zigaretten- oder Alkoholwerbung enthalten sein darf, was wichtige Sponsoren ausschließt.
Als Antwort auf das Eindringen von Stagebill in ihren Fachbereich begann Playbill daraufhin die Produktion von Showbill, einer Schwesterpublikation von ähnlicher Aufmachung, die allerdings den Werbebestimmungen und anderen Firmengrundsätzen Disneys in vollem Umfang entsprach. Disney nahm die angebotene Alternative wahr und wechselte noch während der letzten Vorstellungswochen des Lion King im New Amsterdam Theatre von Stagebill zu Showbill. Als das Musical dann ins Minskoff Theatre umzog, welches nicht zu Disney gehört, musste das Unternehmen mit Playbill vorliebnehmen, gleiches gilt für Disney-Produktionen in anderen Theatern. Das Ford Center for the Performing Arts (heute Lyric Theatre) vergab den Druckauftrag für ihre Eröffnungsproduktion von Ragtime ebenfalls an Showbill, vermutlich, um Werbeanzeigen anderer Autohersteller auszuschließen. Die Produzenten des Broadway-Revivals von Cabaret wollten im Studio 54 die Atmosphäre eines heruntergekommenen Nachtclubs erhalten und bestanden darauf, das Programmheft erst nach der Veranstaltung auszuhändigen. Für die Sponsoren des Playbill hätte dies fehlende Publicity bedeutet, das Magazin bot den Produzenten aus diesem Grund Showbill als Alternative an.
Playbill reagierte auf Stagebill außerdem mit einem Gegenschlag in deren Milieu, die Zeitschrift begann, auch über Veranstaltungsorte der klassischen Künste wie beispielsweise Opernhäuser zu berichten und viele langjährige Stagebill-Kunden hartnäckig zu umwerben. Im Frühling 2002 unterzeichnete der Playbill einen Vertrag mit der Carnegie Hall; dieser Meilenstein wurde vervollständigt durch die Übernahme des teuren Programmheftes der Metropolitan Opera und den darauf folgenden Vertrag mit den New Yorker Philharmonikern (beide sind fest verwurzelt im Lincoln Center, dem ehemals wichtigsten Bollwerk des Stagebill). Mit dem Aufkauf verschiedener bestehender Programmhefte von Veranstaltungsorten der Darstellenden Künste verließ der Playbill sein gewohntes Format und veröffentlichte nun auch vollständig kundenspezifische Programme im Stile von Stagebill. Dieser Umstand wie auch die fortwährenden Finanzprobleme des Unternehmens bedeuteten schließlich das Publikationsende von Stagebill. Nach einem fünfjährigen Kopf-an-Kopf-Rennen mit Playbill war Stagebill insolvent und wurde seinem Konkurrenten aufgekauft.